# Oxynthes
Oxynthes is een geslacht van vlinders van de familie dikkopjes (Hesperiidae), uit de onderfamilie Hesperiinae.

## Soorten
- O. corusca (Herrich-Schäffer, 1869)
- O. viricuculla Hayward, 1950